# Die Schwimmerinnen
Die Schwimmerinnen (Originaltitel The Swimmers) ist ein Filmdrama von Sally El Hosaini, das im September 2022 beim Toronto International Film Festival seine Premiere feierte und im November 2022 in die deutschen Kinos kam. Der Film erzählt die wahre Geschichte der Schwestern Yusra und Sarah Mardini, die vor dem Krieg in Syrien geflüchtet sind.

## Handlung
Die Schwestern Sarah und Yusra Mardini versuchen, ein möglichst normales Leben in dem vom Krieg heimgesuchten Syrien zu führen. Ihr Vater Ezzat, ein ehemaliger Schwimmer, trainiert die beiden jungen Frauen mit einem großen Talent für diesen Sport seit ihrer Kindheit. Yusra träumt von einer Teilnahme bei den Olympischen Spielen. Nachdem sie beim Training fast durch eine Bombe getötet werden, stimmt ihr Vater zu, sie nach Deutschland gehen zu lassen, bevor Yusra 18 Jahre alt wird. Ezzat stellt nur die Bedingung, ihr Cousin Nizar müsse sie auf ihrer Reise begleiten. Mit einem Touristenvisum fliegen sie über Beirut nach Istanbul und treffen auf andere Flüchtlinge aus verschiedenen Ländern. Gemeinsam begeben sie sich auf den gefährlichsten Teil ihres Abenteuers: Mit einem einfachen und völlig überfüllten Schlauchboot mit defektem Motor fliehen sie über das Mittelmeer. Als das Boot sinkt, erweist sich ihr Schwimmtalent als nützlich, denn von den Passagieren sind Yusra und Sarah praktisch die einzigen, die schwimmen können. Nachdem sie die Insel Lesbos erreicht haben, werfen die Flüchtlinge ihre Schwimmwesten weg und zerstören das Boot samt Außenbordmotor.
Ihre abenteuerliche Flucht führt sie schließlich nach Berlin, wo sie mit anderen Frauen in einer großen Flüchtlingsunterkunft auf dem Tempelhofer Feld unterkommen und bis zum Abschluss ihres Asylverfahrens warten müssen. Obwohl verboten, sucht Yusra in der Stadt nach einer Möglichkeit, zu schwimmen. In einem Schwimmbad macht sie die Bekanntschaft des Schwimmtrainers Sven Spannekrebs. Zunächst sollen Yusra und ihre Schwester seinem Schwimmteam nicht beitreten, doch als er ihr großes Talent sieht, verflüchtigen sich seine Bedenken schnell. Als er erfährt, dass bei den anstehenden Olympischen Spielen Flüchtlingsteams die Teilnahme gestattet werden soll, überzeugt er Yusra, für das „Refugeeteam“ anzutreten.
Yusra ist inzwischen 18 Jahre alt geworden, was eine Familienzusammenführung in Deutschland sehr erschwert. Beim Finale der Olympischen Spiele in Rio hat Yusra endlich die Gelegenheit, ihren großen Traum zu verwirklichen. Ihre Schwester Sarah hat nun herausgefunden, was ihre Bestimmung im Leben ist.

## Hintergrund
Der Film erzählt die wahre Geschichte der Schwestern Yusra und Sarah Mardini, die vor dem Krieg in Syrien geflüchtet sind. Die in Deutschland lebende syrische Schwimmsportlerin Yusra Mardini floh während der Flüchtlingskrise in Europa ab 2015 aus Syrien und nahm für das Team Refugee Olympic Athletes an den Olympischen Sommerspielen 2016 teil, was sie weithin bekannt machte.

## Produktion

### Filmstab, Besetzung und Dreharbeiten

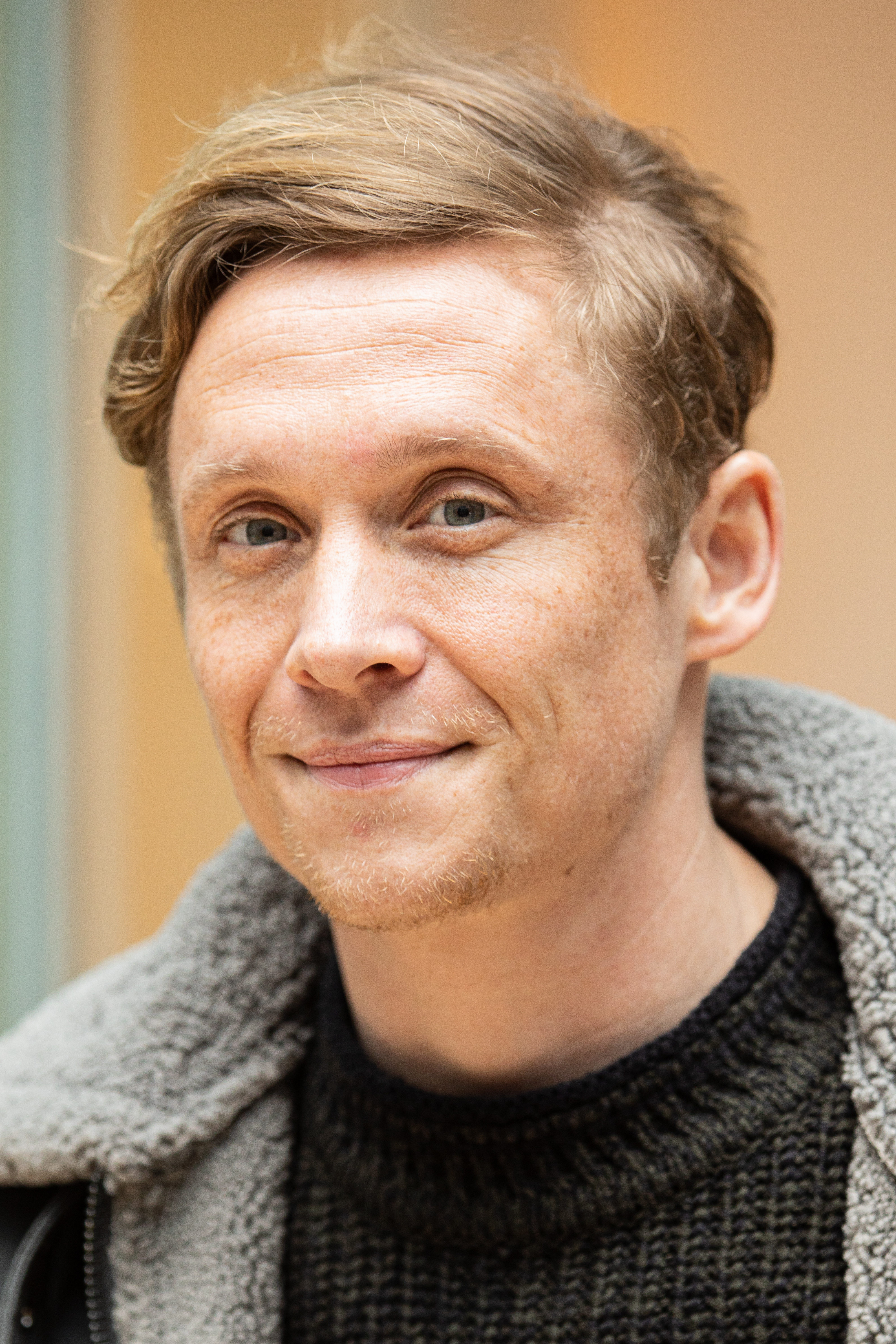
Matthias Schweighöfer spielt den Trainer Sven Spannekrebs

Regie führte Sally El Hosaini, die gemeinsam mit Jack Thorne auch das Drehbuch schrieb. Dieses basiert auf Yusra Mardinis illustrierter Autobiografie mit dem Titel Butterfly: From Refugee to Olympian – My Story of Rescue, Hope, and Triumph von 2018. Es handelt sich nach My Brother the Devil von 2012 um El Hosainis zweite Regiearbeit bei einem Spielfilm.
In den Titelrollen sind die Schwestern Manal und Nathalie Issa zu sehen. Ali Suliman spielt ihren Vater, Ahmed Malek ihren Cousin Nizar und der deutsche Schauspieler Matthias Schweighöfer ihren Schwimmtrainer Sven Spannekrebs. Kinda Aloush ist in der Rolle der Mutter Mervat zu sehen. Einige Flüchtlinge werden im Film von Menschen gespielt, die selbst eine Überfahrt über das Mittelmeer überlebt haben.
Die Dreharbeiten fanden ab Frühjahr 2021 überwiegend in der Türkei statt, aber auch in Großbritannien und Belgien. Als Kameramann fungierte Christopher Ross, als Filmeditor Ian Kitching.

### Filmmusik und Veröffentlichung
Die Filmmusik komponierte der Brite Steven Price, der für seine Arbeit für den Film Gravity 2014 mit dem Oscar ausgezeichnet wurde. Während einer Party auf dem Dach eines Nachtclubs, den die Schwestern als Teenager besuchen, wird der Song Titanium des französischen DJs und Produzenten David Guetta gespielt, während Raketen im Hintergrund den Himmel erleuchten. Als die Schwestern in Deutschland angekommen sind und ihr Training wieder aufnehmen, ist dabei Unstoppable von Sia zu hören. Das Soundtrack-Album mit insgesamt 26 Musikstücken wurde Mitte November 2022 von Netflix Music als Download veröffentlicht.
Die Premiere erfolgte am 8. September 2022 im Rahmen des Toronto International Film Festivals, wo The Swimmer als Eröffnungsfilm gezeigt wurde. Hier wurde die Regisseurin mit dem Emerging Talent Award ausgezeichnet. Ende September 2022 wurde er beim Zurich Film Festival gezeigt. Anfang Oktober 2022 wurde er beim London Film Festival vorgestellt. Der Kinostart in Deutschland erfolgte am 10. November 2022. Ab 23. November war der Film auf Netflix verfügbar.

## Rezeption

### Kritiken
Von den bei Rotten Tomatoes aufgeführten Kritiken sind 83 Prozent positiv. Auf Metacritic erhielt der Film einen Metascore von 62 von 100 möglichen Punkten.
Ryan Lattanzio von IndieWire schreibt, ab dem Moment, in dem Yusra Mardini und Sven Spannekrebs sich auf die Olympischen Spiele vorbereiten, beginne der Film in die Vorhersehbarkeit zurückzufallen. Es gebe in dem Film einige beeindruckende Bilder, so als die Schwestern in Griechenland ankommen und Berge verstreuter Schwimmwesten den Strand säumen, doch scheine der Film nicht bereit zu sein, sich jenseits dieser visuellen Metaphern mit den schrecklichen Realitäten der syrischen Flüchtlingskrise auseinanderzusetzen, so Lattanzio. The Swimmers verfange sich zu sehr in den Wellen, sei zu sehr eine Wohlfühlgeschichte über unsere innere Stärke, doch das Publikum könne die Begeisterung letztendlich nicht teilen.
Peter Debruge von Variety schreibt, trotz der großartigen Chemie zwischen den Schauspielerinnen Manal und Nathalie Issa und einer Handlung mit dem gleichen Schwung wie der Film Flee wäre es bei The Swimmers angesichts der langen Laufzeit möglicherweise besser gewesen, bei diesem Sportfilm auf die Reise zu den Olympischen Spielen 2016 in Rio zu verzichten. Geschichten über Flüchtlinge seien von Natur aus fesselnd, da anständige Menschen aus dem ihnen bekannten Leben gerissen und gezwungen werden, von vorne zu beginnen, so Debruge. Diese Geschichte werde durch die beiden Hauptdarstellerinnen umso effektiver. Wenn man zum ersten Mal eine solche Fluchtgeschichte sehe, die die Schwestern in dem Film von Syrien in die Türkei, dann von der Türkei nach Griechenland und nach Bulgarien, Serbien und Ungarn und letztlich bis nach Deutschland führt, werde einen The Swimmers sicherlich auf jeder Etappe der Reise mitreißen.

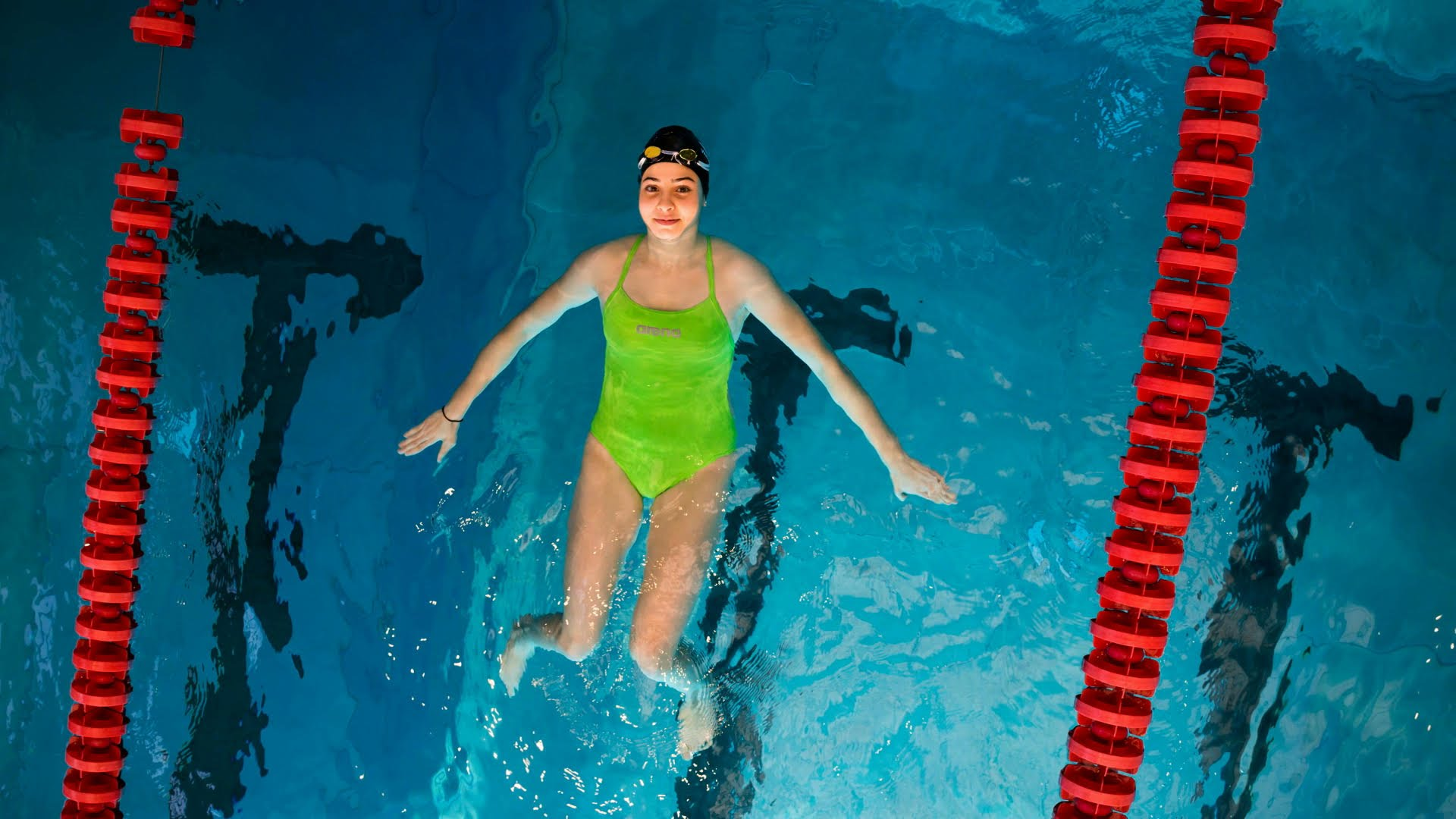
Der Film erzählt die Überlebensgeschichte von Yusra Mardini (Foto) und ihrer Schwester Sarah

Michael Rechtshafen von The Hollywood Reporter schreibt, die Filmemacherin Sally El Hosaini beweise mit ihrem zweiten Spielfilm nach My Brother the Devil eine starke Beherrschung der Bildsprache, die ebenso poetisch wie kraftvoll sei. In ihren fähigen Händen und denen ihres Kameramanns Christopher Ross, wirkten Szenen, wie die von der noch nicht detonierten Bombe, die langsam auf den Grund eines Schwimmbeckens treibt, oder die Gruppe von Flüchtlingen, die ein wahres Meer aus orangefarbenen und gelben Schwimmwesten durchquert, fast surreal. Stark ist auch die bedingungslose Bindung der Schwestern, die in den Darbietungen der libanesischen Schauspielerinnen Manal und Nathalie Issa wunderschön und zärtlich dargestellt werde und trotz ihrer unterschiedlichen Persönlichkeiten und Wünsche fortbesteht. Letztlich erweise sich in dieser bemerkenswerten Überlebensgeschichte die Reise von Yusra und Sarah Mardini als lohnender als das eigentliche Ziel.
Die Deutsche Film- und Medienbewertung hat den Film mit dem Prädikat „besonders wertvoll“ ausgezeichnet. In der Begründung dort heißt es, vor allem eine rasant geschnittene Sequenz, in der die Mühen und Erfolge des Trainings inszeniert werden, erinnere an berühmte Vorbilder wie Rocky. Sally El Hosaini gelinge es, in allen drei Akten zugleich spannend und einfühlsam von den beiden jungen Protagonistinnen zu erzählen, und dabei vermittele sie einen intensiven Eindruck von den Fluchterfahrungen der jungen Frauen. Weiter schreibt die FBW, der Film finde eindrückliche Bilder, die er in ihrer Größe einfach mal stehen lässt, wie etwa die Ansammlung unzähliger Rettungswesten, die am Strand von Lesbos liegen und als ikonisches Bild mehr über das Schicksal der Flüchtenden auf der Welt aussagen als alle Worte. The Swimmers sei aber weit mehr als ein Film über eine berührende wahre Geschichte, der die Perspektive von Flüchtenden sichtbar macht. Es sei ein hoffnungsvoller und inspirierender Film über zwei unfassbar starke junge Frauen, die den Mut haben, ihre Träume nie aufzugeben.
Im Rahmen der Verleihung der British Academy Film Awards 2023 befindet sich der Film in einer Longlist in der Kategorie Bester britischer Film.

### Auszeichnungen
British Academy Film Awards 2023
- Nominierung als Bester britischer Film (Sally El Hosaini und Jack Thorne)[25]